# Amdocs
Amdocs — глобальная корпорация — разработчик программного обеспечения и поставщик услуг со штатом в 26 000 сотрудников.
Штаб-квартира компании находится в США, в городе Честерфилд, штат Миссури, а центры поддержки и развития Amdocs — в 85 странах мира. Генеральный директор и президент компании — Шуки Шеффер (Shuky Sheffer).
Компания поставляет свою продукцию провайдерам услуг в области медиа и коммуникаций, специализируясь в таких областях, как облачные решения, системы биллинга, ПО для комплексного управления взаимоотношениями с клиентами (CRM), OSS и BSS.
В числе клиентов Amdocs — более 900 поставщиков коммуникационных услуг, медиа-провайдеров и создателей контента по всему миру. Акции Amdocs торгуются на бирже NASDAQ в топовой категории Global Select Market.

## История
Amdocs была создана в Израиле в 1982 году, как подразделение израильской компании Golden Pages, выпускавшей телефонный справочник и принадлежавшей Aurec Group, во главе которой стоял Моррис Кан. Тогда первым президентом и генеральным директором Amdocs стал Боаз Дотан. С командой Golden Pages Кан создал биллинговое программное обеспечение для телефонных компаний, а для продвижения этого продукта на рынок основал вместе с Боазом Дотаном компанию Aurec Information & Directory Systems.
В июне 1998 Amdocs провела IPO (первичное размещение акций) на Нью-Йоркской фондовой бирже.
В 1999 году Amdocs купила корпорацию International Telecommunication Data System и с этого момента начала работать с системами по управлению отношениями с клиентами (CRM).
В 2002 году новым генеральным директором и президентом Amdocs становится Дов Бахарав. За восемь лет его руководства прибыль компании выросла вдвое, Amdocs значительно увеличила линейку продуктов и услуг и расширила свое присутствие на глобальном рынке.
В начале 2011 года Дов Бахарав ушел на пенсию, и новым генеральным директором Amdocs стал Эли Гельман. Под руководством Эли Гельмана Amdocs не только упрочила свои лидирующие позиции на международном рынке, но и значительно расширила бизнес на новых стратегических направлениях, таких, как кабельное телевидение, Pay TV, медиа, индустрия развлечений.
В 2014 году Amdocs провела листинг своих акций на бирже NASDAQ .
В октябре 2018 года новым Президентом и генеральным директором Amdocs стал ветеран компании Шуки Шеффер. При нем компания расширила разработку новых предложений и возможностей облачного хранилища для игроков на рынке медиа и коммуникаций, активно развивая сотрудничество в этой области с такими компаниями, как AWS, Google и Microsoft.

## Amdocs на мировом рынке
2011 — Amdocs покупает Bridgewater Systems.
2013 — Celcite за $129 million. В том же 2013 Amdocs купила Actix.
2015 — Amdocs приобретает контрольный пакет Comverse BSS за $272 млн.
2016 — Amdocs покупает американскую компанию Vindicia, израильскую Pontis и ирландскую Brite:Bill.
В конце 2017 Amdocs купила Kenzan Media.
2018 — Amdocs покупает projekt202. Amdocs приобретает Vubiquity за $224 млн а также канадскую компанию UXP Systems.
2020 — Amdocs купила Openet Telecom Inc., провайдера технологий 5G и облачных технологий.
2021 — Amdocs покупает за $75 млн канадскую Sourced Group — консалтинговую компанию в области технологий и облачных трансформаций.

## Amdocs в России
Amdocs открыла свой офис в Москве в 2000 году. Первым клиентом компании в 2001 году стал оператор мобильной связи «ВымпелКом» (бренд «Билайн»). Он запустил биллинговую систему Amdocs в Московском регионе, а к 2004 году на нее перешли все филиалы.
В 2003 году Amdocs подписал протокол о намерениях по внедрению CRM-системы с компанией «МегаФон». А в 2004 году еще две российские компании — холдинг «Связьинвест» и оператор связи «Ростелеком» — приняли решение внедрять у себя систему биллинга от Amdocs.
В 2015 году компания «ВымпелКом» объявила о внедрении новой версии Amdocs Smart Client — системы управления взаимоотношения с клиентами, а 5 февраля 2019 года о начале цифрового проекта по модернизации внутренней IT-инфраструктуры в партнерстве с Amdocs.
ПАО «Ростелеком» с 2012 года использует CRM Amdocs для работы во всех регионах России. В начале 2017 года компания продлила договор с Amdocs Development Ltd. на оказание в течение 62 месяцев услуг по технической поддержке лицензий программного обеспечения Единой системы управления взаимоотношениями с клиентами, которая реализована на основе Amdocs CRM, Amdocs Ordering, Amdocs Enterprise Product Catalog. Сумма контракта на закупку у единственного поставщика составила 840 миллионов рублей, говорится в документах, опубликованных на портале госзакупок.
В декабре 2017 ПАО «МТС» подписало контракт с Amdocs о создании открытой и гибкой платформы по взаимодействию с партнерами для управления контентными и цифровыми сервисами. Компании объявили о новой инициативе рынку в августе 2018 года.